# Los reyes del mundo
Los reyes del mundo è un film del 2022 diretto da Laura Mora Ortega.
Il film è stato presentato in anteprima nel settembre 2022 al Festival internazionale del cinema di San Sebastián dove ha vinto la Concha de Oro al miglior film. È stato anche il vincitore della categoria Miglior film (Miglior lungometraggio di finzione) ai Premios Macondo 2023.

## Trama
Rá, Culebro, Sere, Winny e Nano sono cinque ragazzi che vivono per le strade di Medellín e devono farsi strada in un mondo parallelo senza leggi. Così facendo, difendono ideali come l’amicizia e la dignità, ma mostrano anche disobbedienza e resistenza. In un viaggio pericoloso tra il delirio e il nulla, il gruppo lascia la città e si addentra nelle profondità dell'entroterra colombiano nella speranza di trovare la terra che Rá ha ereditato dalla sua defunta nonna.

## Distribuzione

### Festivals
Il film è stato presentato in anteprima il 21 aprile e nel settembre 2022 al Festival internazionale del cinema di San Sebastián . L'opera era stata precedentemente proiettata al Toronto Film Festival, dove è stata presentata ai distributori internazionali insieme ad altri dieci film acclamati dalla critica. Sono poi seguiti altri inviti nei programmi dei festival cinematografici di Zurigo (settembre) e Chicago (ottobre).

### Cinema
Il film è stato distribuito nei cinema colombiani il 13 ottobre 2022, con un'apertura di presenze inferiore alle aspettative (28.117 ingressi nei primi 5 giorni di programmazione).

### Internazionale
Il 24 ottobre 2022, Netflix acquistò i diritti per distribuire il film nelle Americhe (tranne in Colombia-Messico). Venne distribuito sulla piattaforma il 4 gennaio 2023. Il film è stato distribuito nei cinema spagnoli dalla Bteam Pictures.
In Italia il film è ancora inedito.

## Accoglienza

### Critica
Cristóbal Soage (Cineuropa) ha elogiato il film definendolo un "lavoro straordinario" e ha elogiato la regista Mora "come uno dei più grandi talenti della scena cinematografica latinoamericana moderna", così come i giovani attori protagonisti del film. È "una storia allucinogena tanto crudele e dolorosa quanto affascinante". È stato entusiasta anche del lavoro com direttore della fotografia di David Gallego, che cattura "la bellezza piena di sentimento della giungla colombiana [...] in tutto il suo splendore". Soage ha descritto le scene tra i ragazzi e le prostitute come "particolarmente commoventi". "Alla fine, sentiamo di essere stati testimoni di un'opera importante, il ritratto di un tempo e di un luogo tanto esaustivo e preciso quanto poetico e commovente", ha affermato il critico.
Guy Lodge (Variety) lo ha descritto come un "dramma di formazione crudo e non convenzionale" che trascende il sentimentalismo che tende a dominare il genere "con un'energia delirante, persino surreale nella sua storia di cinque ragazzi di strada di Medellín".

## Riconoscimenti
- 2022 - Festival internazionale del cinema di San Sebastián[13]
  - Concha de Oro al miglior film
  - Feroz Zinemaldia Award
  - SIGNIS Awards
- 2022 - Oslo Films from the South Festival[14]
  - Nomination Silver Mirror Award - Best Feature
- Silver Mirror Award - Honorable Mention
- 2022 - International Film Festival of Panama[15]
  - Nomination IFF Panama - In Competition
- 2022 - Chicago International Film Festival[16][17]
  - Silver Hugo - Best Production Design
  - Gold Hugo - Best Feature
- 2022 - Warsaw International Film Festival[18]
- Crème de la Crème Award
- 2022 - Zurich Film Festival[19]
- Golden Eye Award